# Böckchen
Die Böckchen (Nesotragus) sind eine Gattung der Hornträger (Bovidae) innerhalb der Unterfamilie der Antilopinae. Es handelt sich um entfernt gazellenartige Tiere, die aber meist deutlich kleiner und oft nur wenig größer als ein Hase sind.

## Merkmale
Böckchen-Arten sind hasengroße, zierlich gedrungene Antilopen, die Kopf-Rumpf-Längen von 38 bis 66 cm erreichen und 28 bis 41 cm hoch werden. Sie besitzen ein Gewicht von 2,2 bis 10 kg. Ihr Fell ist bräunlich, die Bauchseite weißlich. Das Rückenprofil ist mehr oder weniger abgerundet, die langen Beine dünn, die Hufe spitz, Nebenhufe fehlen meist. Nur die Männchen tragen kleine, spitze Hörner. Die Ohren sind relativ kurz, der Nasenspiegel nackt. Vorderaugen- und Zwischenzehendrüsen sind vorhanden, Leistendrüsen fehlen. Die Weibchen haben vier Zitzen.

## Verbreitung
Das Batesböckchen lebt im west- bzw. zentralafrikanischen tropischen Regenwald, die verschiedenen Vertreter der Moschusböckchen kommen in stark bewachsenen Zonen der Trockensavannen entlang der Ostküste Afrikas vor.

## Systematik
Die Böckchen sind eine Gattung aus der Familie der Hornträger (Bovidae) und der Ordnung der Paarhufer (Artiodactyla). Innerhalb der Hornträger gehört sie zur Unterfamilie der Antilopinae und bildet sie die eigene Tribus der Nesotragini. Laut molekulargenetischen Untersuchungen ist die Tribus näher mit den Impalas (Aepyceros) verwandt, welche die Schwestergruppe bilden. Die beiden Linien trennten sich den genetischen Daten zufolge bereits vor rund 14 bis 13 Millionen Jahren, im Mittleren Miozän, von den anderen Gruppen ab, was noch weit vor der Abspaltung der übrigen „gazellenartigen“ Hornträger erfolgte.
Die systematische Position und die zugehörigen Vertreter waren sowohl für die Tribus der Nesotragini als auch die Gattung Nesotragus lange Zeit ungeklärt. Die Tribus der Nesotragini geht auf John Edward Gray aus dem Jahr 1872 zurück, enthielt in ihrer ursprünglichen Version aber zusätzlich auch das Kleinstböckchen (Neotragus) und die Vertreter der Gattung Raphicerus. Sie galt lange Zeit als identisch mit den Neotragini, die aber erst mehr als 20 Jahre später benannt worden waren. Die Neotragini wiederum vereinten alle zwergenhaften Antilopen, neben den Böckchen und dem Kleinstböckchen auch die Klippspringer (Oreotragus), die Oribis (Ourebia) und die Dikdiks (Madoqua). Diese Zusammenstellung wurde lange Zeit beibehalten, konnte aber letztendlich durch genetische Untersuchungen aufgelöst werden, da sich die Oribis und Dikdiks als näher verwandt mit anderen Antilopen erwiesen und der Tribus der Antilopini zugesprochen wurden, die Klippspringer jedoch eine eigenständige Entwicklungslinie, die Oreotragini, darstellen. Lediglich die Böckchen und das Kleinstböckchen wurden dann noch in einer engeren Beziehung gesehen und häufig in der Gattung Neotragus zusammengeschlossen. Mitunter galt aber das Moschusböckchen der Gattung Nesotragus angehörig, während alle anderen Arten in Neotragus verblieben; beide Gattungen standen jedoch nach Auffassung in einer unmittelbaren verwandtschaftlichen Nähe. Eine genetische Studie aus dem Jahr 2014 kam dann zu dem Schluss, dass die Böckchen und das Kleinstböckchen nicht näher miteinander verwandt sind. Demnach stehen die Vertreter der Gattung Nesotragus, also die Böckchen, in enger Bindung zu den Impalas, Neotragus mit dem Kleinstböckchen wiederum weist eine enge verwandtschaftliche Beziehung zu den Klippspringern und zu den Duckern (Cephalophini) auf. Die ähnlichen äußerlichen Merkmale der Angehörigen beider Gattungen werden daher als konvergente Entwicklung bei den zwergenhaften Antilopen angesehen.
Aus heutiger Sicht kann die Tribus der Nesotragini folgendermaßen gegliedert werden:
- Tribus Nesotragini Gray, 1872

- Gattung Nesotragus von Düben, 1846

- Batesböckchen (Nesotragus batesi (De Winton, 1903))
- Kirchenpauer-Moschusböckchen (Nesotragus kirchenpaueri Pagenstecher, 1885)
- Livingstone-Moschusböckchen (Nesotragus livingstonianus Kirk, 1865)
- Moschusböckchen (Nesotragus moschatus von Dueben, 1846)

Fossil wurde bisher lediglich ein Vertreter beschrieben.
- Gattung Linxiatragus Wang, Sun, Li, Li, Fu, Jiangzuo, Xing & Yang, 2023

Die Gattung stammt aus dem Linxia-Becken am Nordostrand des tibetischen Hochlands und ist über einen Schädel belegt, dessen Alter rund 10 bis 9 Millionen Jahre beträgt.